# Hollywood Rose
Hollywood Rose — американський глем-метал гурт, утворений в 1983 році. Вони найбільш відомі як попередники того, що з часом переросло у Guns N' Roses. Групу заснували Ексл Роуз, Іззі Стредлін та Кріс Вебер, а під час живих виступів їм допомагали Рік Марс, Джонні Крайс, Стів Дарроу та Андре Трокс. Роуз, Стредлін і Вебер разом з Крейсом записали демо з п'яти пісень у 1984 році. Однак, після низки змін у складі, в якій Вебера і Крайса замінили Слеш і Стівен Адлер (обидва тоді з Road Crew), а також через відхід Стредліна, група розпалася того ж року.
Hollywood Rose возз'єдналися для новорічного шоу в 1985 році, коли Роуз, Стредлін і Дарроу повернулися і додали до групи колишнього барабанщика L.A. Guns Роба Гарднера. Засновник L.A. Guns Трейсі Ганс замінив Вебера на концерті возз'єднання. У березні 1985 року гурт об'єднується з L.A Guns і стають Guns N' Roses.
Демо з п'яти пісень, записане в 1984 році, було випущено в 2004 році під назвою The Roots of Guns N' Roses. Кілька пісень Hollywood Rose були включені до альбомів Guns N' Roses Live ?!*@ Like a Suicide (1986), Appetite for Destruction (1987), Live from the Jungle (1987) і G N' R Lies (1988).

## Історія

### Формування (1983)
Перед створенням гурту, гітарист Кріс Вебер познайомився з Іззі Стредліном, уродженцем Лафайєта, на автостоянці Rainbow Bar and Grill завдяки Трейсі Гансу, який в цей час керував першим втіленням L.A. Guns, після того, як Вебер виявив інтерес до створення гурту. Незабаром після цього, Вебер і Стредлін почали писати матеріали, і за пропозицією Страдліна, завербували його друга дитинства, колишнього співака Rapidfire і L.A. Guns Ексла Роуза, тоді відомого як Білл Роуз. За пропозицією Роуза, група назвала себе AXL, а Роуз взяв Ексл як своє ім’я. Вони відіграли свій перший концерт в The Orphanage в Північному Голлівуді і потім ще кілька концертів, перш ніж змінити ім'я на Rose. Незабаром група змінила свою назв, в останній раз, на Hollywood Rose, коли Вебер виявив, що ім’я Rose вже використовується нью-йоркським гуртом.
Під час живих виступів групи їм допомагали басисти Рік Марс, Андре Трокс і Стів Дарроу, а також барабанщик Джонні Крайс, який залишився єдиним постійним членом групи за винятком Роуза, Стредліна та Вебера.

### Зміни складу, Guns N' Roses (1984–1985)
Позичивши гроші у батька Вебера, група записала демо з п’яти пісень у Голлівуді в 1984 році. Відігравши кілька концертів, вони з’явилися в Music Machine в 1984 році. Під час шоу Вебер випадково вдарив Роуз грифом гітари. Роуз розлютився і врешті-решт звільнив Вебера з групи, а колишній гітарист Road Crew Слеш приєднався до групи. Незадоволений звільненням Вебера, Страдлін покинув групу, коли Слеш вперше прийшов на репетицію, а потім приєднався до London. У цей час, товариш Слеша по гурту Road Crew Стівен Адлер, також замінив барабанщика Крайса. Гурт продовжував давати концерти, перш ніж врешті-решт розпався, зігравши своє останнє шоу на The Troubadour у 1984 році. Роуз продовжив виступати у L.A. Guns, тоді як Слеш пройшов прослуховування для Poison за пропозицією колишнього гітариста Метта Сміта.
Група возз'єдналася для новорічного шоу в 1985 році, коли Роуз, Стредлін і Дарроу повернулися разом, також до гурту приєднався барабанщик L.A. Guns Роб Гарднер. Вебера, який переїхав до Нью-Йорка, на концерті замінив Трейсі Ганс. Потім, у березні 1985 року, Hollywood Rose об’єдналася з L.A. Guns, утворивши Guns N' Roses. Початковий склад включав у собі Ексла Роуза, Трейсі Ганза, Іззі Стредліна, Оле Бейха та Роба Гарднера. Бейх, Ганс і Гарднер вийшли з гурту протягом двох місяців, їх замінили Дафф Маккаган, Слеш і Стівен Адлер. Склад Роуза, Страдліна, Мак-Кагана, Слеша та Адлера став відомий як «класичний склад» Guns N' Roses.
Ряд пісень Hollywood Rose буде включено до випусків Guns N' Roses, зокрема «Anything Goes» (з Appetite for Destruction), «Reckless Life» та «Move to the City» (обидві з Live?!*@ Like a). Suicide і G N' R Lies), а також «Shadow of Your Love» (з Live from the Jungle).
У 1998 році колишній гітарист Вебер подав до суду на Ексла Роуза, заявивши, що він є співавтором двох пісень, які йому не приписують: «Shadow of Your Love» і «Back Off Bitch» (з Use Your Illusion I).

### Реформація (1989-1990)
У 1989 році Вебер реформував Hollywood Rose з новим вокалістом Джиммі Своном, і вони підписали контракт із Summa Music Group. Був записаний повноформатний альбом, який так і не вийшов. Один трек з альбому - "Sweet Little Angel", згодом був випущений в саундтреку до фільму "Маямі Блюз" 1990 року. Другий студійний трек «Come A Little Closer», з вокалом Джиммі Свона, можна почути на бокс-сеті з чотирьох дисків Rock 'n' Roll Rebels & the Sunset Strip, Vol. 1.

### Корені Guns N' Roses (2004)
У 2004 році Вебер, який створив U.P.O, після виходу з гурту, продав демо з п'яти пісень, які гурт записав у 1984 році на Cleopatra Records. Вони випустили альбом, який включав, поряд з оригінальними записами, ремікси колишнього гітариста Guns N' Roses Гілбі Кларка (в якому були додаткові гітарні накладення Трейсі Ганса) та колишнього барабанщика London та Cinderella - Фреда Курі (який замінив барабанщика Guns N' Roses Стівена Адлера на кількох концертах) 22 червня під назвою The Roots of Guns N' Roses. Японське видання альбому включало DVD з кадрами групи.
21 червня 2004 року Ексл Роуз домагався заборони випуску альбому, подав до суду на Cleopatra Records за порушення прав на торговельну марку, порушення прав на його ім'я та подобу, а також за недобросовісну конкуренцію. Слеш і колишній басист Guns N' Roses Дафф Маккаган також були названі позивачами разом з Роузом. Однак, 6 липня суддя окружного суду Сполучених Штатів Гері А. Фіз відхилив клопотання Роуза та його партнерства з Guns N' Roses про попередню заборону незалежному звукозапису.
У 2012 році Cleopatra Records перевипустила компакт-диск Dopesnake з такою ж назвою, від гурту-шанувальників Guns N Roses, під назвою Hollywood Roses (множина), який спочатку був випущений у 2007 році іншим лейблом. На альбомі не було пісень ні Guns N Roses, ні Hollywood Rose, але він включав виступи Філа Льюїса з L.A. Guns, а також ветеранів Guns N' Roses Трейсі Ганса, Гілбі Кларка та Тедді Зіг Зага.

## Участники гурту
- Ексл Роуз - вокал (1983-1984, 1985)
- Іззі Стредлін - ритм-гітара (1983-1984, 1985)
- Кріс Веббер - соло-гітара (1983-1984, 1985, 1989-1990)
- Джоні Крейз - барабани (1983-1984)
- Рік Марс - бас-гітара (1984)
- Андре Трокс - бас-гітара (1985)
- Стів Дерроу - бас-гітара (1984-1985, 1985)
- Слеш - соло-гітара (1984)
- Стівен Адлер - барабани (1984)
- Роб Гарнер - барабани (1985)
- Трейсі Ганс - соло-гітара (1985)
- Джімі Свон - вокал (1989-1990)

## Дискографія

### Альбоми-збірники
- The Roots of Guns N' Roses (2004)